# Rhopalomeces rugatus
Rhopalomeces rugatus är en skalbaggsart som beskrevs av Schmidt 1922. Rhopalomeces rugatus ingår i släktet Rhopalomeces och familjen långhorningar. Inga underarter finns listade i Catalogue of Life.